# 石川澪
石川 澪（いしかわ みお、2002年〈平成14年〉3月20日 - ）は、日本のAV女優。プロダクションALIVE所属。

## 経歴
2021年10月に「普通の女子大生」の触れ込みでデビューした。キャッチフレーズは「遂に見つけた! 僕の欲しかったAV女優」。
デビュー作は2021年10月10日週、FANZA動画フロア週間ランキング1位。10月の同月間動画フロアランキングにおいて1位を記録。同ランキングでは第2作も29位にランクインした。
同年11月12日にTwitter（現・X）フォロワー3万人突破を記念し、事務所アカウント・ALIVEチャンネルにおいて約2時間のYouTube配信を行った。またデビュー作である『新人 専属19歳AVデビュー ‘普通’の中で見つけたスターの原石 石川澪』が、2021年のムーディーズにおいて最も売れたAV作品として『週刊プレイボーイ』誌上で紹介された。光文社『FLASH』発表の2021年セクシー女優ランキング第17位。

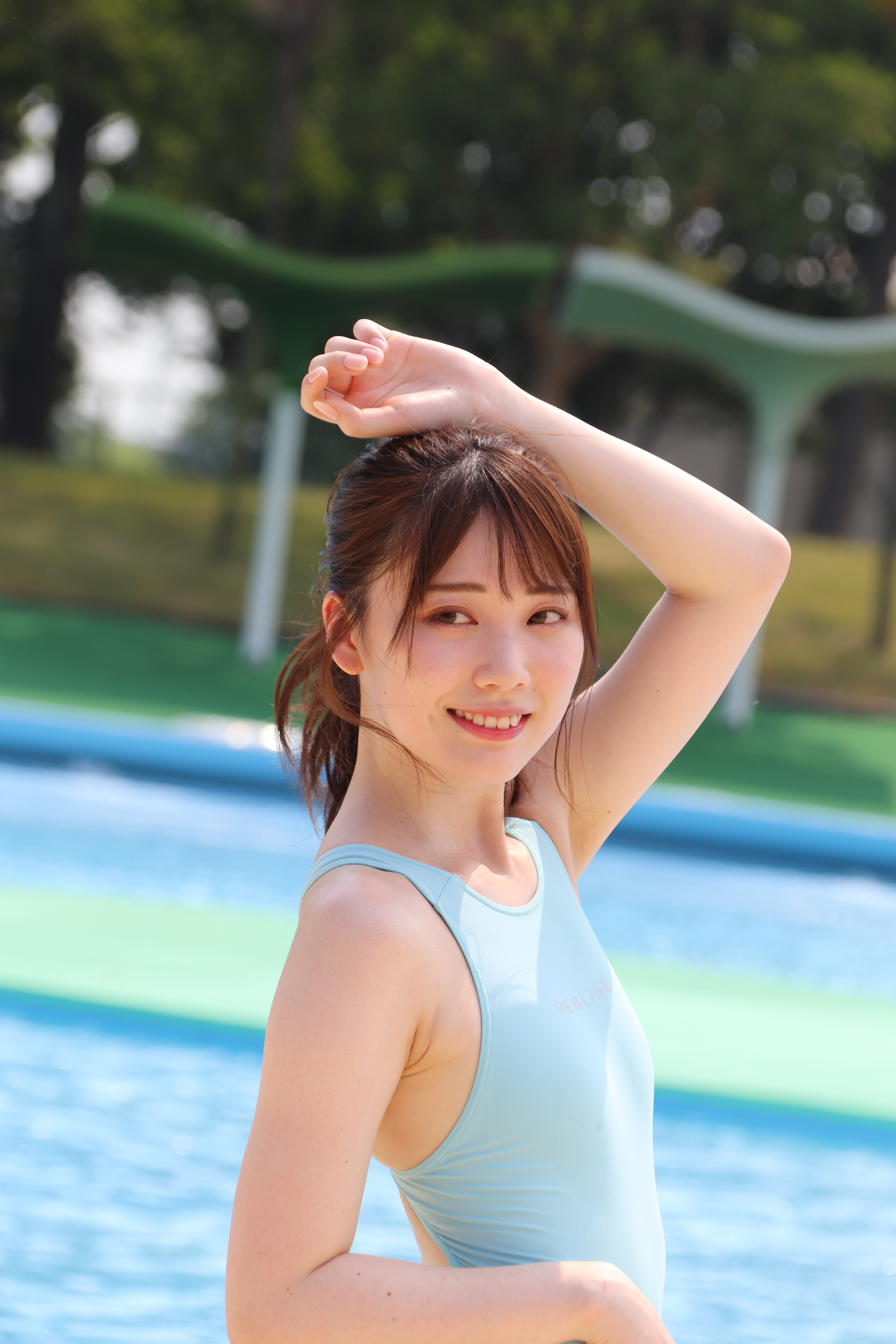
2022年7月2日撮影

2022年3月、FANZA『春のパンツまつり 2022』キャンペーンガールに就任。同年6月には初のイメージビデオ、7月に初の写真集を発売。月刊FANZA発表「このAV女優がすごい!2022夏」女優編4位。7月23日には、1st写真集『unusual』発売記念イベントを東京・秋葉原の書泉ブックタワーにて開催した。
本業でも実績を残し、同年12月FANZA通販フロア月間AV女優ランキング1位。同年12月には、徳間書店『アサヒ芸能』主催「アサ芸AV大賞2022」グランプリ女優受賞。2022年12月、アサヒ芸能発表「2022AV年間セールスランキング」で9作品が100位圏内にランクイン（最上位は『一度射精しても、見つめて囁きぬいてくれてくれる回春エステ』の34位）。月刊FANZA発表「このAV女優がすごい!2022冬」女優編で第1位を獲得。FANZA2022年年間AV女優ランキングでは5位となった。
2023年も2月度FANZA通販フロア月間AV女優ランキング2位と好スタートを切り、同年5月に発表されたアサヒ芸能「2023現役AV女優SEXY総選挙」では第6位。デビュー2年目でのベスト10入りはアサヒ芸能の調査史上最速スピードとなった。FANZA発表・2023年上半期AV女優ランキングでは5位。
ファントラが初めてTRE台北国際成人展にブースを出展し、ファントラ特典対応物販（撮影会）を行うにあたって、出演メンバーとして石川、宮下玲奈、未歩なな、古川ほのかが選ばれ、2023年8月4日から8月6日に台湾で行われたイベント撮影会に2人1組で参加。
2023年8月度のFANZA通販フロア月間AV女優ランキングでは引退月であった三上悠亜を抑え2位を記録（1位は河北彩花）。同年10月5日にモグライダーともしげ＆お見送り芸人しんいち × 石川澪 & 宮下玲奈チームで舞台版月ともぐら胸キュングランプリの舞台に立ち、パニックホラーで、ゾンビもので、恋愛模様を描く胸キュンストーリーという複雑な設定に挑戦した。
同年10月21日に、『プレミアムヌードポーズブック 石川澪』発売記念イベントを東京・秋葉原の書泉ブックタワーにて開催。同年11月27日週FANZA通販フロアランキングにて、『今日から澪がお前らの嫁! 石川澪がファンのオタクにお邪魔してドピュっと射精しまくり新婚性活』が初登場2位を記録。FANZA発表の2023年年間AV女優ランキングでは3位を記録した。
2024年は同年1月1日週FANZA通販フロアランキングにて、イメージ作『「未完成な君は、こんなにも美しい。」 石川澪 』のBD版が初登場6位を記録。1月29日週FANZA通販フロアランキングでは『同窓会でネトラレてるのにいっぱいイッちゃった… 石川澪 』が初登場1位を記録。この流れを受け、FANZA通販フロア2024年1月度月間AV女優ランキングでは2位を記録した。1月30日から2月4日まで渋谷ルデコで開催されたデジタル写真集「CountSheep(カウントシープ)」、「#Escape(エスケープ)/#LadyMary(レディマリー)」、「とられち」の合同写真展『360° -フィクションとリアル-』にて石川がモデルとなった作品が展示された。
遡ること2023年3月20日より写真家の中山雅文がリコーのコンパクト・デジカメGRを用いて、21歳を迎えた石川澪を1年間密着撮影し、その写真を写真集として発売する企画「石川澪 21歳の写真集プロジェクト」を開始。2024年2月16日から18日まで、石川澪写真展「21」を原宿SPACEバンクシアにて開催し、プロジェクトで撮影した写真の中から写真集未収録カットを展示。また会場では、展示写真をモチーフにしたフォトメッセージカードが当たる特製ガチャの設置や石川と中山雅文が撮影秘話を語るトークショーなども行った。同年3月20日には、石川澪写真集「21」を表紙が異なる通常流通版と書泉限定版の2種類で発売と写真モデルとしての仕事も増加。同年2月16日から3月15日まで開催の『FANZA 5周年キャンペーン』のキャンペーンガールに河北彩花、miru、宮下玲奈、七ツ森りり、うんぱいと共に就任した。同年10月には『カメラマン リターンズ#9』（モーターマガジン社）モデルに抜擢（撮影：松田忠雄）。
本業では同年2月26日週FANZA通販フロアランキングで『帰省先のド田舎で僕の東京カノジョに嫉妬した幼馴染の澪に汗だくジェラシー淫語で精子ぶっこ抜かれた… 夏の思い出。石川澪』が5位を記録。FANZA通販フロア2月度月間AV女優ランキングで第3位を記録した。また3月4日週FANZA動画フロアランキングにおいて、『ボクだけのアイドル・石川澪とパーフェクトバーチャルSEX VR 最カワイイ顔×最高画質〈エロ特化4シチュエーション〉2SEX Special!!』がウィークリー8位にランクイン。
3月13日から3月27日まで、MAGNET by SHIBUYA109で開催の写真展「WINK of LIFE」のモデルとして、七ツ森りり、miru 、宮下玲奈、河北彩花、うんぱいと共に選出され、石川の撮影は雑誌や広告を中心に活動している花盛友里が手掛けた。またこの時撮影した写真は、ライフスタイルファッション誌「anan （アンアン）」（3月6日発売号）の「誌上写真展」にも掲載された。
FANZA通販フロアでの2024年3月期女優ランキング3位ランクイン。また2024年4月発売『アサヒ芸能』発表「2024現役AV女優セクシー総選挙」においては総合14位となる。
同年4月29日週FANZA通販フロア週間AVランキングにおいて、『「ビンビン敏感チクビを澪が優しくイジってアゲる」 ニヤニヤ舐め吸い指テクで胸キュン密着! イチャパコ乳首こねくりパーティー 石川澪 』が1位となり、FANZA通販フロア2024年4月度月間AV女優ランキング4位ランクイン。
同年5月20日週FANZA通販フロアランキングではイメージビデオ『裸天使 石川澪』（Aircontrol）が初登場1位。この影響もあり、FANZA通販フロア2024年5月度月間AV女優ランキングにおいて、第1位にランクイン。
同年5月27日週FANZA通販フロアランキングでは前述の『裸天使 石川澪』が6位になるとともに、『究極の美肌スレンダー肉体の質感と絶頂 高画質超接写おま○こアングル絶頂アクメ 石川澪』が初登場1位を記録。
同年6月17日週FANZA動画フロアランキングにて、『何度転生を繰り返しても石川澪に恥じらいながら告白されて絶対に結ばれエッチできちゃう4つの世界線 2SEX! 139分!!』が初登場5位となった。この影響もあり、FANZA通販フロア2024年6月度女優ランキングでは3位となる。同作は2024年7月29日週FANZA動画フロアランキングでも上昇し2位にランクインした。
同年7月29日週FANZA動画フロアランキングにて、2023年10月発売の『スレンダー女子マネージャーはおま○こ挿れ放題即々ズボズボ性欲解消ペット 石川澪』が急上昇し7位にランクイン。8月発売『月刊FANZA』同年10月号で発表された、FANZA2024年上半期女優ランキングで10位にランクインした。
同年8月19日週FANZA動画フロアランキングにて、同年4月発売『帰省先のド田舎で僕の東京カノジョに嫉妬した幼馴染の澪に汗だくジェラシ―淫語で精子ぶっこ抜かれた…夏の思い出。 石川澪』が1位に上昇した。8月26日週FANZA通販フロアランキングでは『みおっち激しゃぶフェラフェラフェラ! 最高顔面でくさ～いザーメン全部受けとめ追撃ねっとりお掃除フェラ顔射すぺしゃる! 石川澪』が初登場第1位を記録。FANZA通販フロア2024年8月度女優ランキング第3位。
同年9月9日週FANZA通販フロアランキングで『銀河系No.1’カワイイ’ 石川澪2ndベスト12タイトル12時間か』が初登場3位ランクイン。同年9月30日週FANZA通販フロアランキングにて、イメージビデオ『八月の終わり、性の目覚め 石川澪』（FAIR & WAY）が初登場1位となる。
同年10月28日週FANZA通販ランキングにおいて、『日曜の朝、寝起きの澪が可愛くて起き抜けに一発、二発、三発と…朝勃ちビンビンな僕のチ○ポでイキまくる澪 興奮冷めずに夕暮れまでヤリまくっただけの1日。 石川澪 』が初登場1位にランクイン。FANZA通販フロア2024年10月度月間女優ランキング3位。
同月11月25日週FANZA通販フロアランキングでは、『デビュー3周年記念企画！10人のチ〇ポと1人花びら大回転ノンストップ連続SEX 石川澪』がDVD版が初登場5位、Blu-ray版が初登場3位にランクイン。FANZA通販フロア2024年11月度月間女優ランキング3位。
同年12月2日週FANZA通販フロアランキングにて、『デビュー3周年記念企画～』がDVD版が3位、Blu-ray版が1位となった。同年12月24日、光文社『FLASH』が独自集計した「FLASHセクシー女優ランキング2024」で2位。同誌では巨乳女優全盛の時代に、アイドルよりもかわいいと評される可憐さと没入感でランクインしたと分析された。同年10月には、週刊実話が30代以上の男性300人に実施した「愛人にしたいAV女優総選挙」にて熟女系女優らを押しのけて1位を獲得と、記録の上でもコンスタントにヒット作を出し、知名度の上でも実話誌を中心にグラビアを展開し上昇させた1年となった。
2025年1月6日週FANZA通販フロアランキングにて、イメージビデオ『Mio3 雪の数だけ抱きしめて・石川澪』（REbecca）Blu-ray版が初登場1位、DVD版が初登場9位を記録。FANZA通販フロア1月度AV女優ランキングでは2位を記録した。
2025年1月27日週FANZA通販フロアランキングにて、『321でイカせてあげる 石川澪顔面特化 視聴者と射精を合わせるクセになるカウントダウン射精管理 バイノーラル囁き淫語 ASMR・ゼロ距離チ○ポ視察 （ブルーレイディスク）』が初登場2位ランクイン。
同年2月にアサ芸シークレット読者1000名アンケートで発表された「ファンと選ぶ最も好きなセクシー女優ベスト50」第2位。FANZA通販フロア2025年2月度ランキング第3位。
同年4月14日週FANZA通販フロアにて、イメージビデオ作品である『石川澪さんは無抵抗 』（Aircontrol）が1位を奪取。同作は翌4月21日週の同ランキングでも2週連続1位を記録した。同年FANZAレンタルフロア4月度女優ランキング1位。FANZA通販フロア4月度女優ランキング2位。
2025年5月26日週FANZA通販フロアランキングでは『嫁の妹・澪の’ぷにマン’挑発に理性崩壊！欲情ピストンで不倫しちゃってる僕。』が初登場1位にランクインした。
同年6月23日週 FANZA通販フロアランキングにて『卒業の瞬間に誰もいない教室で澪が狂うまでハメまくりたい…！もしも処女膜の甘々コキで1年間お預け焦らされても。』が初登場1位ランクイン。同年7月には週刊プレイボーイで初の撮り下ろしグラビア掲載。誌面では業界のトップランナーと評された。
同年7月28日週FANZA通販フロアランキングにて、『終電逃して僕の部屋にお泊り 飲み足りない澪先輩と飲み会ゲームで盛り上がって… 石川澪』が初登場1位ランクイン。

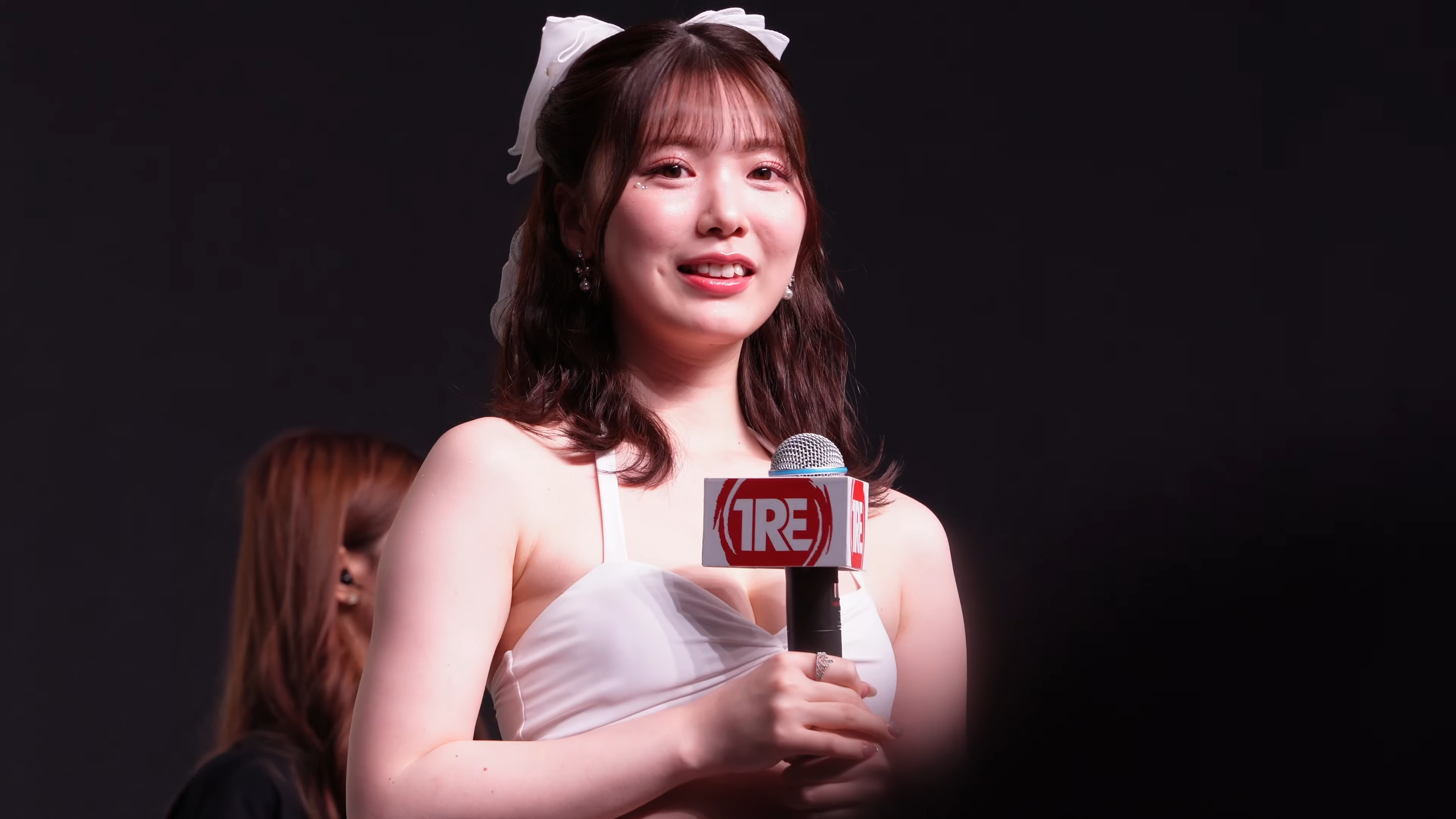
「TRE Taipei Red Expo」での石川（2025年8月撮影）

## 人物
- 出身地について2023年1月17日時点のウィキペディアでは「東京都」となっていたが、石川本人は「出身地は言っていないような気がする。明かしていないと思う。なぜか東京都になってます。」と述べている[1]。また同時点でのウィキペディアで職業として「YouTuber」が挙げられていたが、この点について「イベントなどで、YouTubeから知りましたと人から言われ嬉しいけれど、断じてYouTuberではない。」と述べている[1]。
- 高校時代の部活はチアダンス部。部長を務め週6[1]あるいは週7練習していたが、決して強い部ではなく、卒業してから同部は全国大会出場したという[6]。一方で運動はある程度できるが、インドア派であり、（幼少時は）『TOKYO MXとBS11で育った[1]』と語るほど新旧問わずアニメ作品を好む[85]。「私にとってアニメは、大げさでなく生きる意味。この世界からアニメがなくなったら、死んじゃいます」とも述べている。漫画に関してもアニメ原作を中心に2022年時点で自宅に1,000冊、電子書籍1,000冊を保持している[85]。石川は「セクシー女優の趣味がオタクなんじゃなくて、私の場合はオタクがたまたまセクシー女優をやっているだけ」と、これらの趣味について言及している[86]。
- 初体験は高校1年生、15歳で相手はバイト先の人の知り合いで年上の人で紹介されたで場所はホテルで、痛かったが直ぐに別れた[6]。2人目も年上の人だったが長く交際した[6]。デビューまでの経験人数は3人。学生時代は「自分から告白をしたことがない」と述べているが、「モテたとかじゃなく、ちゃんと好きな人とは付き合えたっていうか」と当時の恋愛環境を説明している[6]。
- ほとんどAVを見たことはなかったが、エッチなことは好きだった[6]。好きだった理由は普通に気持ちいいから＋ストレス発散[87]。
- デビューのきっかけはひとり暮らしがしたかったこと[6]。プロの技を体験してみたかったこと[87]。1対1で本気で向き合っている姿に感銘を覚えたから。FLASH取材では「学費のためもあった」と答えている[88]。親にはデビュー半年後に職業を伝え、「やりたいことなら応援する」と回答をもらった[86]。
- プライベートでは正常位、寝バック、たまに騎乗位程度だったため、AVでの体位の豊富さに驚いた[89]。またプライベートではセックス中にしゃべらないため、行為中も会話をするというAV撮影がすごい不思議だったという[6]。
- 目と髪の色は茶色で[2]、色白の顔立ちが関係者やファンに「なんちゃら坂の誰々」と言われるが、国内の女性アイドル事情に疎く「私がぜんぜんわからないので、言われても覚えてられないんです」と述べている[87]。
- 好きな配信者はもこう[90]。（アニメ以外は）テレビは観ず、インターネット配信（主にニコニコ動画配信）を見て育った[90]。自身では闇属性のオタクと表現している[91]。
- 人見知りするタイプだが、オタク気質なので趣味のこととか、気持ちが盛り上がる話がはじまると早口でめちゃめちゃ話すという[90]。
- 好きな食べ物はアイスクリーム、自宅の冷凍冷蔵庫には大量のアイスクリームが常時ストックされている。毒展を通じ、2023年時点では虫食と毒きのこ類にも関心を持つ[92]。
- デビュー作以降、いわゆるパイパンである[93]。「髪の毛以外の体毛は不要」と考えており、高校時代に親の許可を得て脱毛を行ってパイパンにした。回りの友達がパイパンが多く、「楽だよ」と聞いて「じゃ私もやろっかな」と思ったという[1]。また全身の脱毛をしている[1]。下半身の脱毛は母に相談したうえで高校生で永久脱毛している[93][94]。
- 自室に陰毛および脛毛を落とされて以来、歴代の交際相手にも脱毛を求めている他、自分のベッドでセックスするのも嫌い[93]。潔癖症である。友人にも自宅には足を洗ってから入ってもらっている他、男性は自宅に入れないレベルの潔癖で、水回りは特に綺麗にしている[93]。
- 舞台版『月ともぐら 胸キュングランプリ』の感想として「舞台で演技をしたことがないし、そもそもみんなでイベントをするような経験自体が初めてだったので、会場に着くまでずっと緊張してた」「私たちはそんなに順位にこだわってなかったからね」と答えている[95]。
- XでAVの撮影の日のことを『すけべの日』と表して投稿している[96]。
- オフィシャルファンクラブが存在する[97]。

## 作品

### アダルトビデオ
- 新人 専属19歳AVデビュー ‘普通’の中で見つけたスターの原石 石川澪（10月5日、MOODYZ）
- 恥ずかしくったってエッチ猛特訓! ぜ～んぶ初体験だよ! 性感開発3本番スペシャル 石川澪（11月3日、MOODYZ）
- 初めてのお泊りデート 手を繋いで、キスして、笑って、その後、時を忘れて絡み合う濃密セックス 石川澪（12月8日、MOODYZ）[98]

- エロス覚醒 めちゃイキ追撃4本番 激イキ161回 子宮痙攣189回 マン汁2448cc 石川澪（1月4日、MOODYZ）[99]
- パンチラで誘惑するからかい上手な妹 石川澪（2月1日、MOODYZ）
- 一度射精しても、見つめて囁きヌイてくれる回春エステ 石川澪（3月1日、MOODYZ）[100]
- ‘普通’の中で見つけたスターの原石美少女がドキドキ初挑戦 ご奉仕ソープランド 石川澪（4月5日、MOODYZ）[101]
- 「舐めるのスキだからベロベロ全集中だよ!」 チンしゃぶ大好き制服少女の竿パク玉吸いアナル舐めフルコースで絶倫おじさん金玉爆発! 石川澪（5月3日、MOODYZ）
- 激イキ172回! 膣痙攣3532回! 本気汁13909cc! 禁欲焦らしオーガズム大覚醒スペシャル!!〜26日間溜め込んだ性欲が爆発した一日〜 石川澪（6月7日、MOODYZ）[102]
- ヤリまくり一泊二日の温泉旅行で本能のままオマ○コ性交 石川澪（7月5日、MOODYZ）[103]
- 童貞君チ〇ポを優しくイジくりすぎて初パコ暴発パニック めちゃカワ神対応で筆おろしドキュメント! 石川澪（8月2日、MOODYZ）
- ヨダレだらだらナースの接吻とSEXで痴女られる! 石川澪（9月6日、MOODYZ）
- デビュー1周年だよん コスプレ4本番10発顔射スペシャル!! 石川澪（10月4日、MOODYZ）
- 担任教師の僕は生徒の誘惑に負けて放課後ラブホで何度も、何度も、セックスしてしまった… 石川澪（12月6日、MOODYZ）

- 限界突破 ポルチオ開発おま●こ激ピストン潮吹きアクメ 石川澪（1月3日、MOODYZ）[104]
- ソープ部を新たにつくった生徒会長澪ちゃんがエッチな衣装で大奮闘! 発射無制限サービス 石川澪（3月7日、MOODYZ）[105]
- 石川澪はじめてのBEST デビュー1年分MOODYZ出演12作品12時間（3月21日、MOODYZ）※単体ベスト
- 「澪が気持ちよ～くイカせてアゲる」［脳がトロけるASMR主観］ 耳元囁きに胸キュン射精しちゃう恋するオナサポ! 石川澪（4月4日、MOODYZ）
- 石川澪とラブラブでハメまくる 世界で一番幸せな同棲しよっ!（5月2日、MOODYZ）
- 一夜を使い果たして朝陽が昇るまでの二人っきりの自宅でただひたすら石川澪に痴女られたい。（6月6日、MOODYZ）
- 素人感謝祭! 励まし淫語 & 天使テクを限界ギリギリ耐えたら澪のご奉仕SEXで最高射精お約束スペシャル! 石川澪（7月4日、MOODYZ）[106]
- 主人（僕）をダメにする小悪魔メイド 倦怠期な妻と娘が女子旅中に寝取り淫語で誘惑SEXしてくる澪（8月1日、MOODYZ）[107]
- 痴漢の指マンがストライクすぎて…声も出せず糸引くほど愛液が溢れ出し堕とされた私 石川澪（9月5日、MOODYZ）
- スレンダー女子マネージャーはおま○こ挿れ放題即々ズボズボ性欲解消ペット 石川澪（10月3日、MOODYZ）
- 無防備すぎる幼馴染のノーブラぽろりに胸キュン勃起! びんびんビーチクに我慢できず乳首こねくりラブ 石川澪（11月7日、MOODYZ）
- 「手でさするのは浮気にならないよ?」 三連泊した宿場で彼女の妹の小悪魔手コキに擦り堕ち13発射精して寝取られたボク 石川澪（12月5日、MOODYZ）

- 今日から澪がお前らの嫁! 石川澪がファンのオタクにお邪魔してドピュっと射精しまくり新婚性活（1月2日、MOODYZ）
- 人気女優の超プライベート映像! 2人っきり! ガチイキ生々ハメ撮り濃密セックス 石川澪（2月6日、MOODYZ）[108]
- 同窓会でネトラレてるのにいっぱいイッちゃった… 石川澪（3月5日、MOODYZ）
- 帰省先のド田舎で僕の東京カノジョに嫉妬した幼馴染の澪に汗だくジェラシ―淫語で精子ぶっこ抜かれた…夏の思い出。 石川澪（4月2日、MOODYZ）
- 引きニート喪女な妹のオナニーを目撃してしまった僕は理性が崩壊。妹がイッてるのに気づかず爆走ピストン 石川澪（5月7日、MOODYZ）
- 「ビンビン敏感チクビを澪が優しくイジってアゲる」 ニヤニヤ舐め吸い指テクで胸キュン密着! イチャパコ乳首こねくりパーティー（6月4日、MOODYZ）[109]
- 究極の美肌スレンダー肉体の質感と絶頂 高画質超接写おま○こアングル絶頂アクメ 石川澪（7月2日、MOODYZ）
- 「ほんとにココでヤるんですか!?」 AV業界の至宝! 人気No.1石川澪のプライベートに無許可で密着エロドキュメント! ありえない場所で卑猥どっきりイタズラ即ズボッ24時（8月6日、MOODYZ）
- 嫁の連れ子を1週間お貸しします。知らないオヤジと義父の肉棒で何度も何度もイってしまった私… 石川澪（9月3日、MOODYZ）
- みおっち激しゃぶフェラフェラフェラ! 最高顔面でくさ～いザーメン全部受けとめ追撃ねっとりお掃除フェラ顔射すぺしゃる! 石川澪（10月1日、MOODYZ）
- 銀河系No.1’カワイイ’ 石川澪2ndベスト12タイトル12時間（10月15日、MOODYZ）※単体ベスト
- 幼馴染と結婚したら… 小さい頃からずっと知ってる澪（義妹）に毎日誘惑でからかわれ何度トホホ射精すれども小悪魔イジワル性交されそうです…そう、今夜も。 石川澪（11月5日、MOODYZ）
- 日曜の朝、寝起きの澪が可愛くて起き抜けに一発、二発、三発と…朝勃ちビンビンな僕のチ○ポでイキまくる澪 興奮冷めずに夕暮れまでヤリまくっただけの1日。 石川澪（12月3日、MOODYZ）

- デビュー3周年記念企画! 10人のチ〇ポと1人花びら大回転ノンストップ連続SEX 石川澪（1月7日、MOODYZ）[110]※DVD版とBD版でジャケット写真が異なる。
- 出張先で大嫌いな上司にセクハラ相部屋を仕組まれた私… トイレも行かせてもらえずネチネチ性器イジられ屈辱失禁 朝まで絶倫肉棒ピストン絶叫アクメ泣き 石川澪（2月4日、MOODYZ）[111]
- 321でイカせてあげる 石川澪顔面特化 視聴者と射精を合わせるクセになるカウントダウン射精管理 バイノーラル囁き淫語 ASMR・ゼロ距離チ○ポ視察（3月4日、MOODYZ）
- えっちぃコソ練してみる？お節介な幼馴染みの澪は早漏体質なのにボクをHow to育精 石川澪（4月1日、MOODYZ）[112]
- 真っ白美ボディがオイルまみれでビクビクイキっぱ…恥ずかしい絶頂姿くっきりキメセクマッサージ 石川澪（5月6日、MOODYZ）
- 嫁の妹・澪の’ぷにマン’挑発に理性崩壊！欲情ピストンで不倫しちゃってる僕。 石川澪（7月1日、MOODYZ）
- 卒業の瞬間に誰もいない教室で澪が狂うまでハメまくりたい…！もしも処女膜の甘々コキで1年間お預け焦らされても。 石川澪（8月5日、MOODYZ）

### アダルトVR
- 石川澪初VR! ほんとうにカワイイ! けどほんとうにイキやすい!! 「初めてのVRはアナタにナカでガンガンイかせてほしいな」2SEXで絶頂しまくり高画質SPECIAL!!（2月10日、MOODYZ）

- 石川澪は最高のカノジョVR 8Kで感じる究極のイチャラブ体験2SEX!!（6月7日、MOODYZ）

- ボクだけのアイドル・石川澪とパーフェクトバーチャルSEX VR 最カワイイ顔×最高画質〈エロ特化4シチュエーション〉2SEX Special!!（3月6日、MOODYZ）
- 何度転生を繰り返しても石川澪に恥じらいながら告白されて絶対に結ばれエッチできちゃう4つの世界線 2SEX! 139分!!（6月21日、MOODYZ）
- 顔だけでも抜ける SS 級美少女が射精の余韻収まるまでじ～っと見つめてくれる世界一幸せなオナサポ 石川澪（10月1日、MOODYZ）

- 【俺専用メイドはツンデレが過ぎる】 絶対に言いたくない恥ずかし淫語を連呼させて意地悪しまくったらチ●ポ握った瞬間にニヤニヤ顔でシコられまくる立場逆転イチャラブSEX 石川澪（2月13日、MOODYZ）
- 石川さんは嘘をつく。酔ったフリして不器用に誘惑してくる 会社の後輩が健気可愛すぎて何度も何度も… 石川澪（6月3日、MOODYZ）

### イメージビデオ
- ALL NUDE 石川澪（6月28日、Aircontrol）[113]
- 澪のカーニバル 石川澪（10月14日、メディアブランド）

- Mio 幻想航路・石川澪（1月19日、REbecca）
- 湯女美人 石川澪（7月26日、スパイスビジュアル）
- Mio2 Destiny’s Heroine・石川澪（10月19日、REbecca）

- 「未完成な君は、こんなにも美しい。」 石川澪（2月13日、FAIR & WAY）
- 裸天使 石川澪（6月25日、Aircontrol）
- 八月の終わり、性の目覚め 石川澪（11月12日、FAIR & WAY）

- Mio3 雪の数だけ抱きしめて 石川澪（2月6日、REbecca）
- 石川澪さんは無抵抗（5月27日、Air control)

### 写真集
- 石川澪1st写真集『unusual』（2022年7月20日、ジーオーティー、撮影：中山雅文）ISBN 978-4-8236-0324-2
- 石川澪写真集 『mio』（2023年2月8日、彩文館出版、撮影：斉木弘吉）ISBN 978-4-7756-0660-5 ※4000部限定豪華愛蔵版[114]
- 石川澪写真集『21』(2024年3月20日、サイゾー、撮影：中山雅文）ISBN 978-4866251806 ※通常流通版と書泉限定版の2種類あり[37]。
- Cosplay Fetish Book 石川澪（2024年6月28日、ジーオーティー、撮影：田村浩章）ISBN 978-4-8236-0679-3
- 石川澪4th写真集『ぎゅう、して。』（2025年1月21日、光文社、撮影：佐々木大輔）ISBN 978-4-3341-0547-1

### ポーズブック
- プレミアムヌードポーズブック 石川澪（2023年10月20日、ジーオーティー、撮影：田村浩章）[30] ISBN 978-4-8236-0534-5

### デジタル写真集
- 春のパンツまつり2022 PhotoBook（4月1日、FANZA BEAUTY COLLECTION）※FANZA『春のパンツまつり2022』コラボデジタル写真集。FANZA限定配信。
- ＃バケショ（7月28日、FANZA BEAUTY COLLECTION）※FANZA『オトナのサマーキャンペーン2022』キャンペーンガール5名の撮り下ろし写真を収録。FANZA限定配信。
- ＃Escape 石川澪（8月26日、ジーオーティー）
- みんなあつまれ MOODYZキャンペーン2022 Special Photo Book（11月4日、FANZA BEAUTY COLLECTION）※『MOODYZ』出演女優32名の撮り下ろし写真を収録。FANZA限定配信。
- とられち 石川澪（11月25日、TranceRetinal、撮影：コハラタケル）

- 石川澪 えちえち天使 FRIDAYデジタル写真集（1月13日、講談社、撮影：高橋慶佑）
- 石川澪 みおつくし FRIDAYデジタル写真集（1月13日、講談社、撮影：高橋慶佑）
- 石川澪 えちえち天使 & みおつくし 120カット超完全版 FRIDAYデジタル写真集（1月13日、講談社、撮影：高橋慶佑）
- 石川澪1st写真集『unusual』増ページ【デジタル特装版】（2月24日、ジーオーティー、撮影：中山雅文）※紙書籍版を再編集のうえ、未公開カットを追加した電子書籍限定版。
- Mio 幻想航路 石川澪（4月14日、REbecca）
- 石川澪 誘惑KISS（4月24日、徳間書店、撮影：柳沢康太）
- 石川澪 幻惑LIPS（4月24日、徳間書店、撮影：柳沢康太）
- 石川澪 ふぞろいな果実（5月30日、小学館、撮影：松田忠雄）[115]
- Count sheep【Nap】石川澪（6月16 日、ジーオーティー、撮影：羊肉るとん）
- Count sheep【Sleep】石川澪（6月16 日、ジーオーティー、撮影：羊肉るとん）
- 欲情のサマーヌード〜夏の日の2023〜 石川澪（6月30日、徳間書店、撮影：柳沢康太）
- 石川澪写真集「ミオドール mio.dol」週刊実話デジタル写真集（7月28日、日本ジャーナル出版、撮影：山口勝己）
- ＃バケショ VACATION SHOT 2023（8月4日、FANZA BEAUTY COLLECTION）※FANZA『オトナのサマーキャンペーン2023』キャンペーンガール3名の写真を収録。FANZA限定配信。
  - ＃バケショ VACATION SHOT 2023 Mio Ishikawa ver（8月4日、FANZA BEAUTY COLLECTION）※上記写真集の石川澪単体バージョン。FANZA限定配信。
- FLASHデジタル写真集R 石川澪 かわちすぎる恋人（11月7日、光文社、撮影：青山裕企）
- ＃LadyMary 石川澪（12月1日、ジーオーティー、撮影：manimanium）

- プレミアムヌードポーズブック 石川澪 増ページ デジタル特装版（1月26日、ジーオーティー、撮影：田村浩章）※特別章「Light & Shadow」を追加収録した電子書籍限定版。
- 石川澪写真集「ボクとカノジョの始まりの日」（1月29日、集英社、撮影：オノツトム）[116]
- PIECE of NAIL ＃1（1月31日、a-list photo anthology、撮影：母鳴大地）※fempassの連載企画「PIECE of NAIL」をまとめたオムニバス写真集。
- Mio2 Destiny’s Heroine・石川澪（2月22日、REbecca）
- FANZA5th SPECIAL PHOTO BOOK（3月8日、FANZA BEAUTY COLLECTION）※『FANZA5周年キャンペーン』キャンペーンガール6名の写真を収録。FANZA限定配信。
- みんなあつまれ MOODYZキャンペーン2024 スペシャルフォトブック（3月15日、FANZA BEAUTY COLLECTION）※FANZA『みんなあつまれ! MOODYZキャンペーン2024』キャンペーンガール16名の写真を収録。FANZA限定配信。
- FLASHデジタル写真集R 石川澪 MOST BEAUTIFUL（4月26日、光文社、撮影：佐々木大輔）
- 石川澪　透明な吐息 アサ芸SEXY女優写真集（5月31日、徳間書店、撮影：野澤亘伸）
- 石川澪 みおちゅーどく FRIDAYデジタル写真集（6月21日、講談社、撮影：篠原潔）
- ＃バケショ VACATION SHOT 2024（8月2日、FANZA BEAUTY COLLECTION）※FANZA『オトナのサマーキャンペーン2024』キャンペーンガール3名の写真を収録。FANZA限定配信。
  - ＃バケショ VACATION SHOT 2024 Mio Ishikawa ver（8月2日、FANZA BEAUTY COLLECTION）※上記写真集の石川澪単体バージョン。FANZA限定配信。
- ジューシーハニーPLUS＃22 石川澪（9月27日、JUICY HONEY、撮影：篠原潔）
- 美少女のユウワク 石川澪デジタル写真集（10月25日、双葉社、撮影：篠原潔）[117]
- 石川澪写真集『21』（デジタル版）(11月22日、サイゾー、撮影：中山雅文）
- 石川澪デビュー3周年! 〜もともと特別なオンリーワン〜 Compilation Book（12月12日、FANZA BEAUTY COLLECTION）
- MOODYZ COLLECTION vol.2（12月24日、a-list photo anthology）※MOODYZ専属女優によるオムニバス写真集。

- MOODYZキャンペーン2025 Special Photo Book（2月21日、FANZA BEAUTY COLLECTION）※「MOODYZキャンペーン2025」キャンペーンガール10名によるオムニバス写真集。FANZA限定配信。
- 石川澪写真集「本能。」（7月7日、集英社、撮影：鈴木親）[118]
- 石川澪 candy pink vol.1、vol.2、vol.3 FRIDAYデジタル写真集（8月1日、講談社、撮影：吉場正和）
- アイドル最前線　石川澪（8月1日、a-list photo anthology、撮影：岡元卓也）

## 製品

### トレーディングカード
- Girl’s Party Collection ～THE FAN♡FUN TRUMP～ 第4弾（2023年4月15日、Girl‘s Party Collection）※複数の女優が参加するトレーディングカード型のトランプ。
- AVC ジューシーハニー THE DELUXE 2023 石川澪 相沢みなみ 波多野結衣 庵ひめか（2023年6月24日、株式会社ハバロッサ）
- Girl’s Party Collection ～THE FAN♡FUN TRUMP～ 第5弾（2023年8月9日、Girl‘s Party Collection）※複数の女優が参加するトレーディングカード型のトランプ。
- Girl’s Party Collection ～THE FAN♡FUN TRUMP～ 第6弾（2024年2月29日、Girl‘s Party Collection）※複数の女優が参加するトレーディングカード型のトランプ。
- AVC ジューシーハニーコレクションカード PLUS ＃22 浅野こころ 波多野結衣 本庄鈴 石川澪（2024年4月27日、株式会社ハバロッサ）
- AVC ジューシーハニーコレクションカード PLUS ＃25 田野憂 天使もえ 石川澪 渚あいり（2025年2月22日、株式会社ハバロッサ）
- Girl’s Party Collection ～THE FAN♡FUN TRUMP～ 第8弾（2025年3月14日、Girl‘s Party Collection）※複数の女優が参加するトレーディングカード型のトランプ。

### カレンダー
- 石川澪 2023年カレンダー（2022年10月22日、トライエックス）
- 卓上 石川澪 2023年カレンダー（2022年10月22日、トライエックス）
- 石川澪 2024年カレンダー（2023年10月15日、ハゴロモ）
- 卓上 石川澪 2024年カレンダー（2023年10月15日、ハゴロモ）
- 石川澪 2025年カレンダー（2024年11月2日、トライエックス）
- 卓上 石川澪 2025年カレンダー（2024年11月2日、トライエックス）

### アパレル商品
- 【jbstyle. × 石川澪】MIO Patch & Cheer Dance TEE Mサイズ / Lサイズ（2023年5月、fempass beV / FANZAコラボ）※石川澪とイラストレーター「jbstyle.」のコラボTシャツ。
- 【jbstyle. × 石川澪】 Cheer Dancer ‘MIO’ TEE Mサイズ / Lサイズ（2023年5月、fempass beV / FANZAコラボ）※石川澪とイラストレーター「jbstyle.」のコラボTシャツ。
- 【ISHIKAWA MIO】EXTRAHOTSAUCE TEE Lサイズ/XLサイズ（2023年9月、fempass beV / FANZAコラボ）
- 【ISHIKAWA MIO】「BA-DUMP」 NEON TEE Lサイズ / XLサイズ（2023年9月、fempass beV / FANZAコラボ）
- JAV Anti Piracy Project - Three Officers Tee Lサイズ / XLサイズ（2024年4月26日、fempass beV / FANZAコラボ）※『JAV海賊版対策プロジェクト』とイラストレーター「jbStyle.」のコラボTシャツ。プロジェクトのPVに出演している石川澪、桜空もも、miruを描いたイラストがデザインされている。
- JAV Anti Piracy Project - Mio Ishikawa Tee Lサイズ / XLサイズ（2024年4月26日、fempass beV / FANZAコラボ）※『JAV海賊版対策プロジェクト』とイラストレーター「jbStyle.」のコラボTシャツ。プロジェクトのPVに出演している石川澪を描いたイラストがデザインされている。
- ピュアコスチュームシリーズ（2025年、ピュア）パッケージモデル

### アダルトグッズ
オナホール
- JAPANESE REAL HOLE 生 石川澪（2022年12月24日、EXE）
- JAPANESE REAL HOLE 激 石川澪（2024年12月24日、HATOPLA）

## 出演

### テレビ
- 月ともぐら（2023年1月6日 - 4月7日・5月19日 - 7月7日・8月18日 - 11月10日・2024年1月12日 - 2月2日、テレビ東京）[119]

### ラジオ
- ねむチキ（2022年9月4日・11日・2023年12月10日・17日、TBSラジオ）

### ネットラジオ
- 石川澪のみおっちらじお♡（2022年3月6日 - 、ラジオクロニクル）

### WEB配信
- カチコチTV（2023年1月6日・13日・9月29日・10月6日、FANZA TV）

### 舞台
- 舞台版 月ともぐら 胸キュンコラボグランプリ（2023年10月5日、東京・草月ホール）- 友繁澪 役[120]

### ゲーム
- 社長と美女たちの二重奏（2024年3月6日[121]、CREAM SOFT）- シェリー 役[122]

### 広告
- 性病検査キット「バレナイ検査キット」（2024年1月、エフメディカルエクイップメント）[123]
- JAV海賊版対策プロジェクト「Official Anti Piracy Video 将校編」（2024年）[124]

### WEB掲載記事
- fempass掲載記事
- MOO lingerie Vol.3「Shelly de Titi」×石川澪 どこまでも可愛く、格好良く。魅惑のランジェリーが引き出す新しい自分 (2022年8月5日)
- セクシー女優 石川澪が生きる理由　透明感はインターネットで培われた？ (2022年9月11日)
- スマホの中身を覗き見！【石川澪編】 (2022年12月16日)
- COVER MODEL Vol.28　石川澪 (2023年3月1日)
- 石川澪がイラストに！伝わる透明感とガーリーな世界観 (2023年3月6日)
- PIECE of NAIL #3 石川澪と好きデコネイルと、オタクへの想いと (2023年10月18日)
- 君の温度　第15回　石川澪(2024年3月26日)
- my best coordinates #6 石川澪（前編）(2024年10月8日)
- my best coordinates #6 石川澪（後編）(2024年10月30日)
- COVER MODEL Vol.40　石川澪 (2025年1月1日)
- Make me UP! Vol.10 石川澪 (2025年1月16日)
- スマホの中身を覗き見！【石川澪編】 (2025年1月30日)
- とられち 石川澪(2025年2月19日)
- 石川澪 × manimanium(2025年3月20日)
- Midnight Street 石川澪×六本木(2025年4月17日)
- ゆるかつ。 石川澪編 その1(2025年6月21日)
- ゆるかつ。 石川澪編 その2(2025年6月26日)
- ゆるかつ。 石川澪編 その3(2025年6月30日)
- ゆるかつ。 石川澪編 その4(2025年7月5日)
- ゆるかつ。 石川澪編 その5(2025年7月10日)

- ＜石川澪インタビュー＞ほぼすっぴん撮影に「自信に繋がった」オタク全開な一面も - モデルプレス、2024年3月22日

- KAI-YOU掲載記事
- セクシー女優 石川澪が生きる理由　透明感はインターネットで培われた?（2022年5月2日）
- セクシー女優 石川澪×梓ヒカリ　光と闇のオタク、VTuberの話で意気投合（2022年8月31日）